# 黎峻
黎峻（越南语：／；1818年—1874年），字叔嵩（越南语：／），號蓮湖（越南语：／），部分資料又作“黎俊”，越南阮朝官員。

## 生平
黎峻是河靜省河清府奇英縣河中總河中社美屢村（今河靜省奇英縣奇海社）人，嘉隆十七年（1818年）出生。嗣德三年（1850年），黎峻參加乂安場鄉試，考中舉人。嗣德六年（1853年），參加會試，考取該科第二甲進士出身。初授翰林院修撰，補義興知府，後任監察御史。曾任戶科掌印給事中，轉光祿寺少卿。嗣德十六年（1863年），任南定按察使，與總督陶致、布政使阮輝玘共事，曾獲嘉獎。後署理清化布政使，治理有方，名聲遠揚。
嗣德二十一年（1868年），黎峻以翰林院直學士身份出使清朝，嗣德帝賜詩壯行。黎峻歸國後任兵部右侍郎，轉刑部參知，陞署刑部尚書。當時北圻邊境有匪盜滋事，廣安省也有海盜盤踞，嗣德帝以黎峻惟欽差，前往北圻督軍，又兼經略大臣。黎峻上疏陳奏北圻情勢，並提出九條善後方案。
嗣德二十六年（1873年），嗣德帝從北圻召回黎峻，以他為如西正使，阮文祥為副使，前往法國商談和約。黎峻先到嘉定，與法國元帥游悲黎商議，交發全權勅印。不久黎峻大病。
嗣德二十七年正月二十七日（1874年3月15日），黎峻在嘉定代表阮朝與南圻統督游悲黎簽訂《第二次西貢條約》。同年二月去世，年五十七歲。死訊傳回順化宮廷，嗣德帝下旨賜祭，並親自撰寫祭文，追贈協辦大學士，實授尚書銜。
黎峻後入祀賢良祠。

## 子女
黎峻有一子黎𡷗，考中舉人，授予翰林院編修一職。